# Grande barriera corallina
La Grande barriera corallina (in inglese Great Barrier Reef) è la più grande estensione di corallo nel mondo, composta da oltre 2 900 barriere coralline singole e da 900 isole; si estende nell'Oceano Pacifico per 2300 km, su una superficie di circa 344400 km². È una delle più grandi attrazioni turistiche dell'Australia, generando ogni anno un reddito per 5 miliardi di dollari australiani (3,9 miliardi di dollari).

## Storia
Nel 1768 il navigatore britannico James Cook partì per il suo primo viaggio nel Pacifico a bordo della HM Bark Endeavour.
A James Cook fu anche chiesto di scoprire il continente meridionale, o Terra Australis, che secondo gli scienziati doveva esistere per bilanciare la massa terrestre dell'emisfero settentrionale. Così, navigando in direzione sud-ovest da Tahiti, Cook scoprì la Nuova Zelanda, e impiegò sei mesi per disegnarne la mappa.
Proseguendo verso ovest, arrivò quindi alla costa sud-orientale dell'Australia, e nell'aprile del 1770 sbarcò a Botany Bay, così battezzata da lui e dal naturalista Joseph Banks, suo compagno di viaggio, a causa della flora insolita e affascinante presente sulle sue coste. Virando verso nord, Cook si tenne vicino alla costa per tracciarne con cura la mappa, ma finì nei bassi fondali della laguna che separa le barriere coralline della costa, dai 16 ai 160 km di distanza. Nonostante le precauzioni, la nave ben presto si incagliò e dovette essere tirata in secca. Nei due mesi che occorsero per ripararla, Cook ebbe tutto il tempo per studiare la meraviglia della barriera.
Dopo Cook, intere generazioni di esploratori, scienziati e turisti hanno studiato la barriera e le sue meraviglie. Essa si estende per più di 2000 km, parallelamente alla linea costiera dell'Australia nord-orientale, seguendo i contorni della piattaforma continentale. Nonostante il suo nome, essa è composta da circa 3.000 singoli banchi e isolotti di corallo collegati l'uno all'altro, ognuno a un diverso stadio di sviluppo, e separati da stretti canali tortuosi. In alcuni punti, come al largo di capo Melville, a nord, la barriera corallina è una stretta striscia di corallo, mentre vicino a capo Manifold, a sud, misura 320 km di larghezza. Lungo la barriera si possono trovare gli Wonky hole, delle sorgenti sottomarine di acqua dolce.

## Descrizione

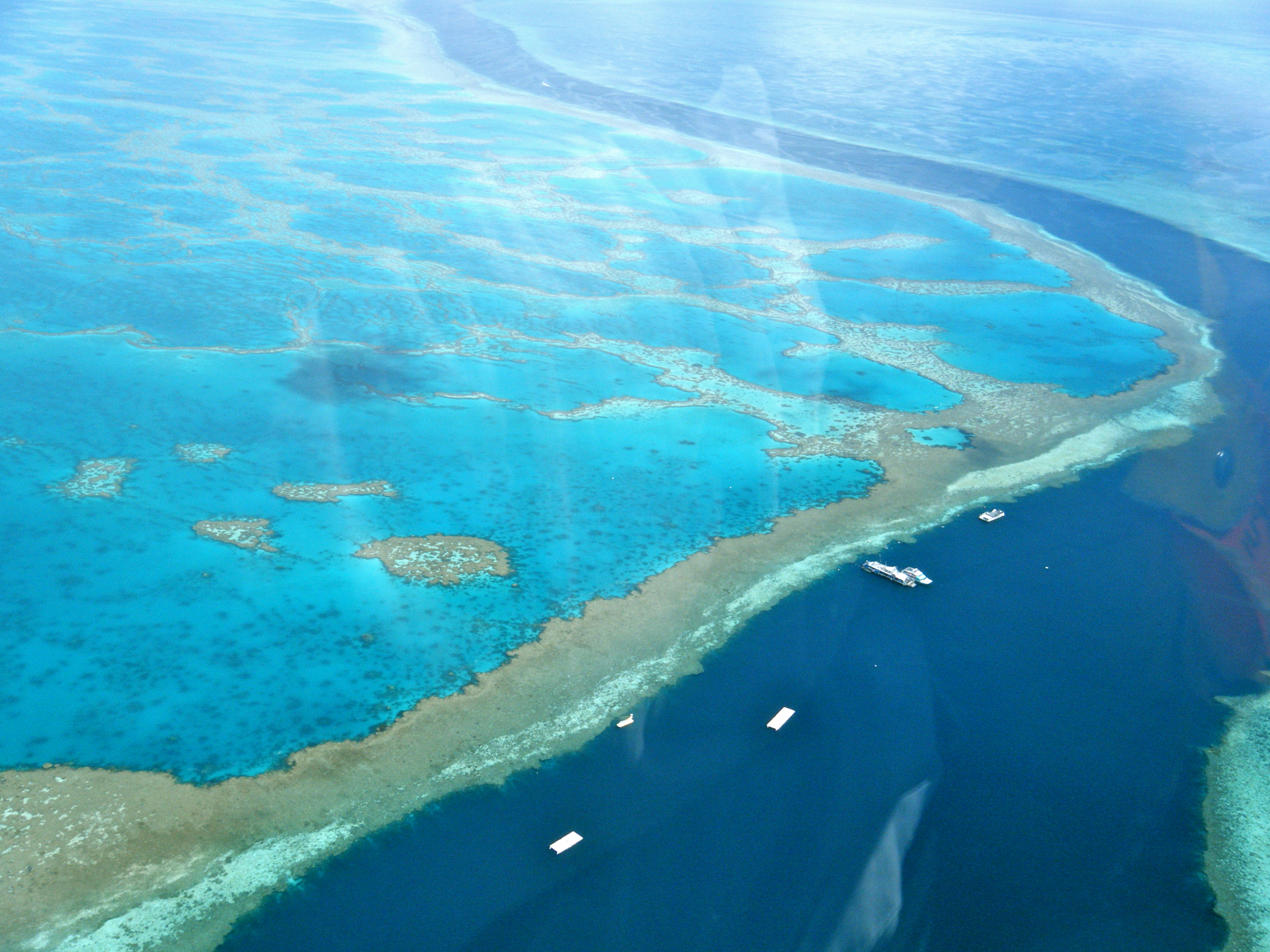
Vista in elicottero della barriera corallina

Si trova al largo della costa del Queensland, nell'Australia del nord-est. La Grande Barriera Corallina può essere vista dallo spazio ed è la più grande struttura fatta di organismi viventi. La struttura è composta da miliardi di minuscoli organismi, noti come i polipi del corallo. La barriera ha una grande biodiversità, ed è stata inclusa come Patrimonio dell'umanità nel 1981. La CNN l'ha inclusa nelle sue sette meraviglie del mondo.
Una grande parte della barriera corallina è protetta dal Parco Marino della Grande Barriera Corallina, che contribuisce a limitare l'impatto umano, come ad esempio il sovrasfruttamento e il turismo. Altre pressioni ambientali per la barriera corallina e il suo ecosistema sono la qualità delle acque di deflusso, il cambiamento climatico insieme allo sbiancamento dei coralli.
Nel 2016 la Grande barriera corallina, secondo uno studio pubblicato su Nature nel marzo 2017, ha subito uno sbiancamento senza precedenti a causa di un innalzamento della temperatura del mare di 4 gradi, che ha portato alla morte di più del 20% dei coralli; al nord, addirittura, ne sono scomparsi i due terzi. David Wachenfeld, coautore della ricerca, ha affermato che la Barriera australiana è praticamente morta e che se non si interverrà per limitare il riscaldamento globale [...] la sua fine arriverà molto presto.

## Fauna marina
Nella barriera corallina vi sono moltissime specie vegetali e animali marini. Qui vivono più di 1500 specie di pesci e 50 specie di uccelli. Questo è un parziale elenco degli animali marini che popolano la Grande barriera corallina:

### Squali
- Squalo martello
- Squalo pinna bianca del reef
- Squalo oceanico pinna bianca
- Squalo pinna nera del reef
- Squalo oceanico pinna nera
- Squalo nutrice
- Squalo bianco
- Squalo tigre
- Squalo balena

### Pesci
- Pesce pagliaccio
- Pesce pappagallo
- Cheilinus undulatus
- Pesce Leone
- Pesce chirurgo (o Pesce unicorno)
- Pesce balestra
- Murena
- Cavalluccio marino
- Manta gigante
- Castagnole
- Pesce rana
- Cavallucci marini
- Pesce sega lungopettine
- Lutjanidae

### Tartarughe marine
- Dermochelys coriacea - tartaruga liuto
- Eretmochelys imbricata - tartaruga embricata
- Caretta caretta - tartaruga comune
- Natator depressus - tartaruga a dorso piatto
- Lepidochelys olivacea - tartaruga bastarda
- Chelonia mydas - tartaruga verde

### Altri rettili
- Coccodrillo marino
- Serpenti marini (15 specie)

### Cetacei
- Megattera
- Balenottera minore
- Delfino comune
- Delfino rosa di Hong Kong
- Tursiope
- Lipote
- Pseudorca
- Globicefalo di Gray
- Zifio
- Susa indopacifica

### Altri mammiferi
- Dugongo

### Uccelli
- Ossifraga del sud
- Piccione imperiale australiano
- Sterna di Dougall

### Invertebrati
- Tridacna gigas - mollusco bivalve
- Lysmata debelius - gamberetto pulitore rosso fuoco
- Lysmata amboinensis - gamberetto pulitore giallorosso[5]
- Nudibranchi